# جان بيير باكريم
جان بيير باكريم أو بن أحمد باكريم (23 فبراير 1923 في فلويراد - 6 يناير 2009 (85 سنة)

) (بالفرنسية: Jean-Pierre Bakrim)‏ لاعب ومدرب كرة قدم فرنسي راحل كان يجيد اللعب في خط الدفاع .

## المسيرة الرياضية
باكريم من أب مغربي وأم فرنسية . بدأ باكريم مسيرته الرياضية في نادي بوردو سنة 1941 واعتزل لعب كرة القدم بشكل نهائي سنة 1948 . تولى تدريب نادي بوردو من 1967 إلى مارس 1970 حيث حل مكان سالفادور أرتيغاس المقال . استطاع أن يقود النادي للتأهل إلى المباراة النهائية لبطولة كأس فرنسا موسمي 1967/1968 و1968/1969 . اكتشف موهبة العديد من نجوم نادي بوردو وأبرزهم هيكتور دي بورغوينغ ، ديديه كويكو ، وكريستيان مونتيس .

## روابط خارجية
- جان بيير باكريم على موقع قاعدة بيانات كرة القدم.إي يو (الإنجليزية)